# Battle Cry
„Battle Cry” este un cântec al interpretei barbadiene Shontelle. Piesa a fost lansată ca disc promoțional în S.U.A. pe data de 21 octombrie 2008, în timp ce în Regatul Unit a beneficiat de promovare ca cel de-al treilea single oficial al albumului Shontelligence (în august 2009).
„Battle Cry” a fost inclusă pe compilația Yes We Can: Voices Of A Grassroots Movement, lansată în vara anului 2009. Ultimul single al materialului în tara amintită a beneficiat și de un videoclip. Inițial, „Battle Cry” se dorea a fi lansat ca cel de-al doilea single al albumului, însă datorită numărului semnificativ de difuzări radio primite de „Stuck with Each Other”, s-a decis promovarea acestuia. Shontelle a declarat faptul că scopul cântecului este acela de a „uni oamenii”.